# Людина з Ріо
«Людина з Ріо» (фр. L' Homme de Rio) — фільм французького кінорежисера Філіппа де Брока, з Жаном-Полем Бельмондо в головній ролі. Прем'єра відбулася 5 лютого 1964 року.

## Сюжет
Адріан приїздить до Парижу з армії на восьмиденну відпустку і відразу ж вирушає до своєї нареченої Аньєс. У її будинку він зустрічає комісара поліції. Справа в тому, що в цей день з музею була викрадена безцінна індіянська статуетка. За твердженням професора Норбера Каталана це лише одна з трьох знайдених статуеток, друга належала покійному батькові Аньєс, а третя знаходиться в Бразилії у приватній колекції. Адріан чекає, коли Аньєс знайде для нього час, і стає свідком її викрадення. Переслідуючи викрадачів, він опиняється в Ріо-де-Жанейро та звільняє Аньєс. Разом вони вирушають на пошуки другої статуетки, захованої в саду старого будинку, де колись жила сім'я Аньєс. Але як тільки вони її знаходять, на них нападають невідомі і викрадають її. Несподівано молоді люди зустрічають професора Каталана в компанії підозрілих людей і розуміють, що він теж став жертвою викрадачів. Вони допомагають йому втекти, і він повідомляє їм, де знаходиться третя статуетка — у багатого підприємця Маріо де Кастро. До нього й прямують всі троє, щоб попередити його про небезпеку. Викрадачі, напевно, незабаром знайдуть і його, адже той, кому вдасться заволодіти всіма статуетками, стане володарем незліченних скарбів.

## У ролях
- Жан-Поль Бельмондо — Адріан
- Франсуаза Дорлеак — Аньєс
- Жан Серве — Професор Норбер Каталан
- Сімона Ренан — Лола, співачка кабаре
- Роджер Дюма — Лебель
- Даніель Чеккальді — інспектор поліції
- Мілтон Рібейро — Тупак
- Убірасі де Олівейра — Сер Вінстон
- Сабо ду Бразіл — другорядна роль
- Адольфо Челі — Маріо де Кастро
- Луіз Шевальє — служниця
- Себастьян Де Олівейра — другорядна роль
- Макс Еллой — лікар
- Пітер Фернандез — другорядна роль
- Осмар Феррау — другорядна роль
- Зе Кеті — другорядна роль
- Хел Лінден — другорядна роль
- Аннік Мальвіль — другорядна роль
- Марі Марк — другорядна роль
- Ніна Міраль — тітка
- Сюзана Негрі — другорядна роль
- Люсьєн Рембур — генерал
- Тарчізіо Рамос — другорядна роль
- Убіражара Сільва — другорядна роль
- Андре Томазі — другорядна роль

## Знімальна група
- Режисер — Філіпп де Брока
- Сценаристи — Данієль Буланже, Філіпп де Брока, Аріана Мнушкіна, Жан-Поль Раппно
- Оператор — Едмон Сешан
- Композитор — Жорж Дельрю
- Художник — Мауро Монтейро
- Продюсери — Олександр Мнушкін, Жорж Дансіжер